# アッセンブリッジ
アッセンブリッジ (assemblage) とは、考古学上の用語ないしは概念で、一遺跡の一地点の同時期的な遺物群の器種（機能、用途による分類単位。e.g.甕、鉢、皿、壷、碗など）と形式（型式論的な分類、その時期に特徴的な器、遺物の形状など）の組み合わせ、そしてそれらの量的な比率を総体としてとらえた場合の手法としての概念ないしは用語である。
特に旧・中石器時代の石器群の研究、日本では、先土器時代の石器群の研究に用いられることが多い。
常滑焼研究で、窯ごとの器種組成で編年をとらえようという試みた研究もあった。つまり、同じ時代においては似たような器の需要と供給が推定されるため、同時代の窯で似た型式や似た器種組成が把握できれば、編年の切り口となり、その時期の常滑焼の生産の様相も把握し、ひいては日本中世社会の一端をつかむことができるのではないかというねらいがあった。
気をつけなければいけないのは、A遺跡で確認されたアッセンブリッジは、あくまでもA遺跡における人々の物質文化的な様子を示唆するものであること、またＡ遺跡においての彼らの行動を反映するものではあるのは確かであるが、A遺跡を含めたその遺物群を残したその時代の、その文化の全容を示すものではないということである。その時代やその文化の様相をつかむためには、同じ人々のアッセンブリッジを捉えてそれらの比較検討と有機的なつながりがあらわす総体がとらえられなければならない。